# 学府中学
深圳市南山区第二外国语学校（集团）学府中学（英语：Shenzhen Xuefu Middle School），简称学府中学，是中国深圳市南山区粤海街道的一所公办初中学校。
学府中学地处南山商业文化中心区，位于海岸城购物中心南侧，北临海德一道，南临创业路，占地2.2万平方米，建筑面积1.6万平方米。其成立于2003年，2017年成为深圳市南山区第二外国语学校集团成员学校之一。在第二任校长陈铁成的引导下，学府中学推行“幸福教育”模式，被称为“幸福学校”。

## 发展历程
学府中学创立于2003年8月，建校校长为钟莉。2014年，原校长钟莉援疆支教。2015年，陈铁成接任校长职务，并在学府中学推行“幸福教育”。
2017年，学府中学正式并入深圳市南山区第二外国语学校集团，成为其成员学校之一。
2022年南山区校长轮岗中，陈铁成转任南山第二实验学校校长，原香山里小学副校长田亿欣被提拔为学府中学校长。
2023年，学府中学在南山区百校焕新工程项目中进行改造，在操场靠教学楼一侧加设架空连廊，在操场南面新建体育办公室和器材室楼房，并在篮球场增设风雨顶棚。

## 建筑格局
学府中学有A、B、C三栋主教学楼，星光大道作为中轴线横穿而过，连通北门和南门。B、C栋之间设有幸福大讲堂，G栋新教学楼与星光大道交汇处为学生和教师食堂，G栋西侧为羽毛球馆。
主教学楼东侧为操场区域，设有全长250米的塑胶跑道、足球场、篮球场和排球场，篮球场设有风雨顶棚。田径场北部为主席台和升旗台；南部为体育办公室和器材室。主教学楼西侧通过廊桥连通D、E、F栋行政楼和综合楼，设有教师办公室、化学实验室、物理实验室、电脑教室、未来教室、黑匣子剧场、校园电视台、资源中心、医疗室等。

教学楼天井内建有位于北侧的悠然亭和南侧的怡然亭，摆放书籍，称为书苑，可供学生阅读；北门左侧建有弈趣亭，放有棋类；星光大道旁设有“琴韵”琴室和“清心”书画室；临田径场有明德、明理、明志、明心四扇月洞门。

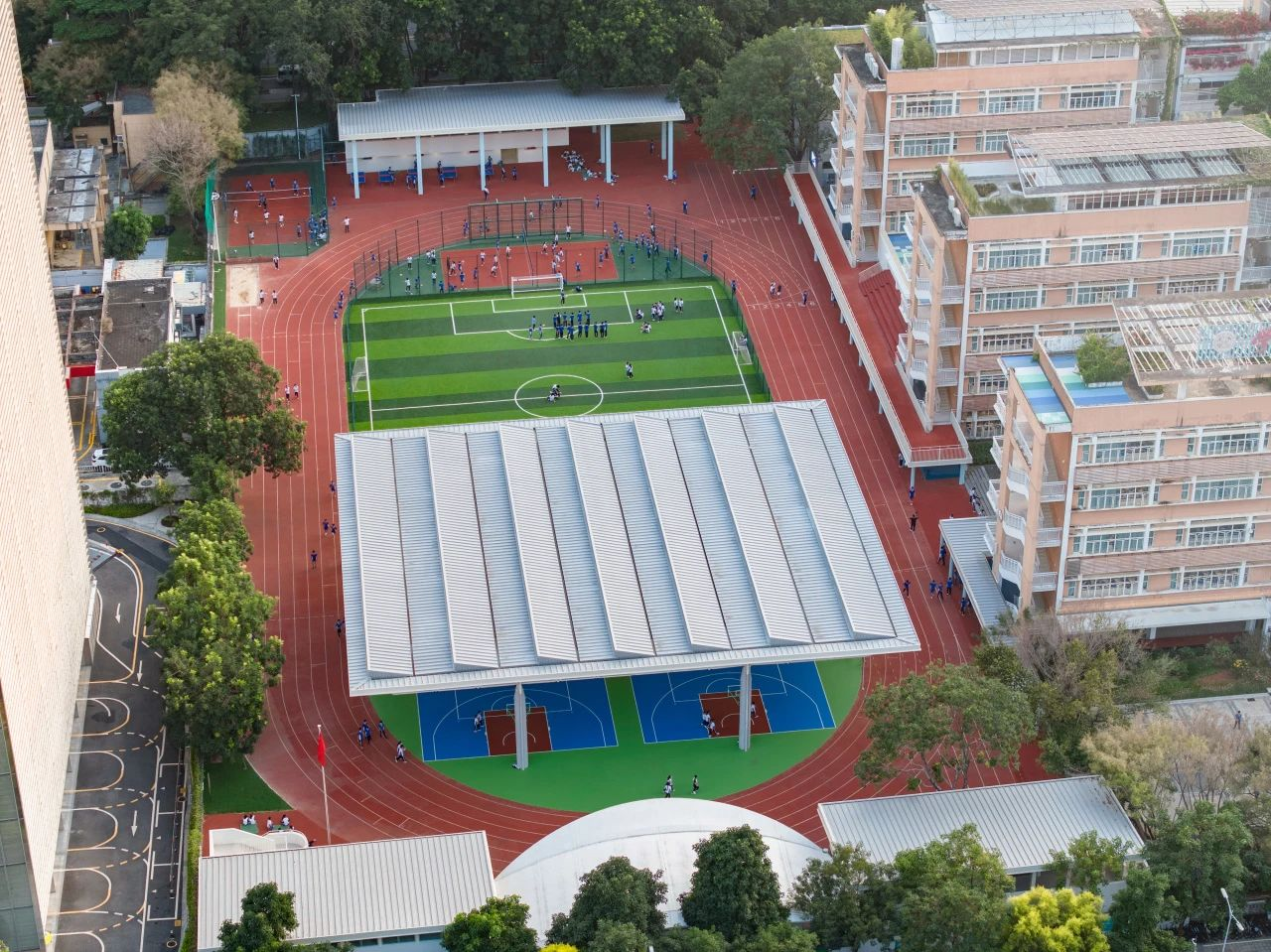
操场全景
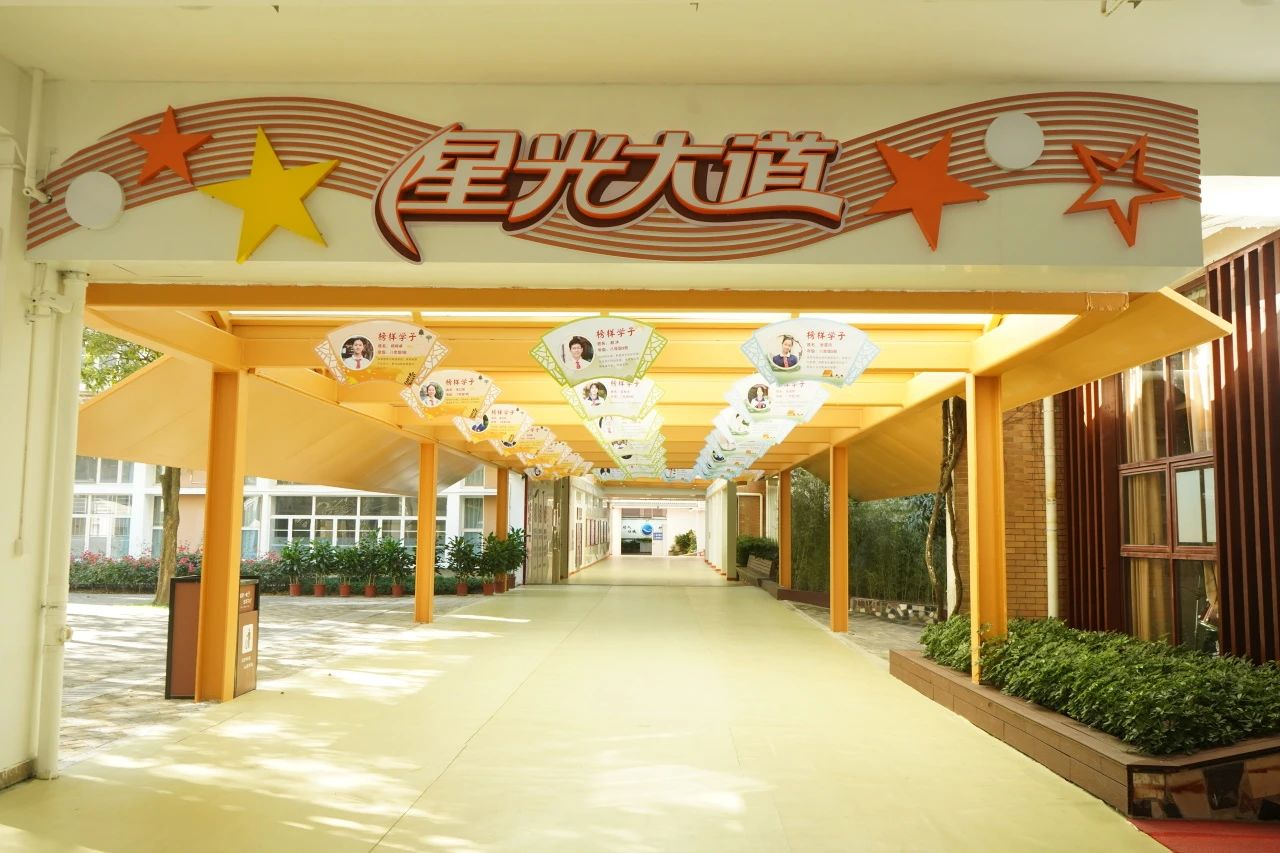
星光大道
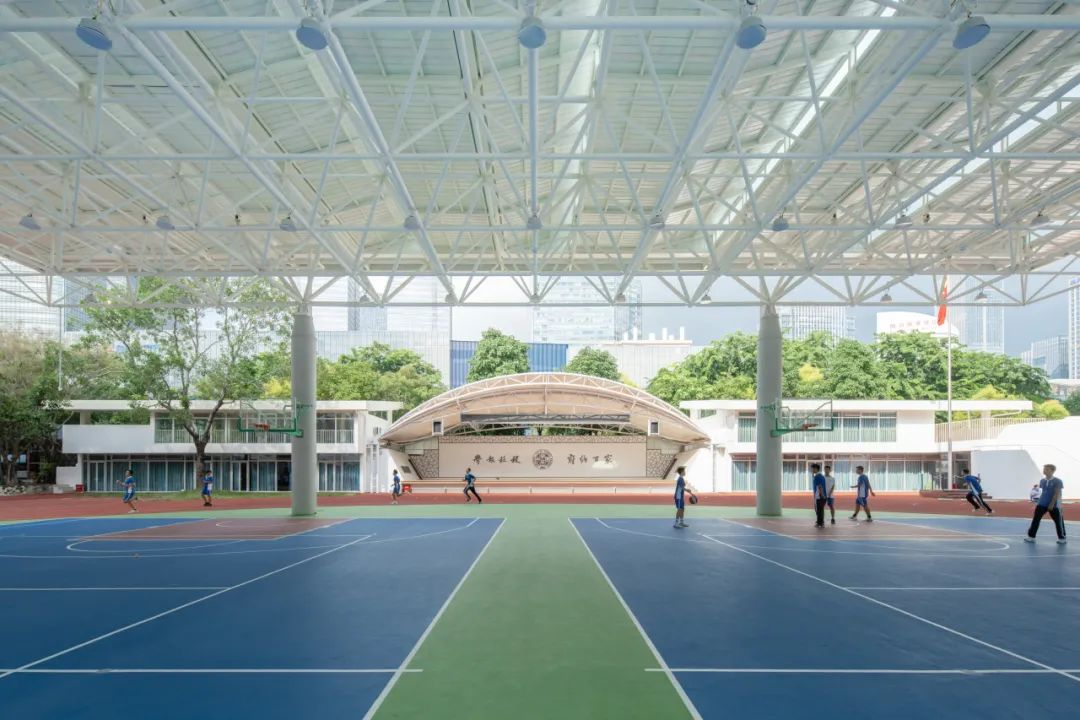
篮球场和主席台

## 特色活动

### 电影节
电影节是学府中学一年一度的盛会，通常在12月举行，包括微影评大赛、微电影大赛、颁奖典礼和素质教育成果展演，展演涵盖歌舞、朗诵、小品等，都由学生演出。全体学生和教师们通过写影评、做海报、编剧本、拍微电影、走红毯、上演节目等方式参与其中。自2010年第一届电影节以来，学府中学已举办了14届电影节。

### 六一文化庙会
六一文化庙会是学府中学每年固定主题举办的六一系列活动，自建校以来，除疫情中断外共举行17次。学校在校内提前搭建好主题摊位，活动开始后每个班级经营自己的摊位，可以通过售卖美食、书籍、文创等产品，甚至是开展抽奖活动来盈利，彰显自己班级的特色，学生也可体验逛庙会的乐趣。

### 幸运23圆梦活动
幸运23圆梦活动是陈铁成校长于2018年开创的幸运抽奖活动。每个学生在学期开始前写下自己想要的东西，每月的23号，学校将随机抽取23名同学，出资为他们实行愿望。田亿欣任校长后，学生需获得品格卡才能参加抽奖活动。

### 幸福周
学府中学自2017年起，将每年3月20日，即国际幸福日所在的一周定为幸福周。学校会开展免作业日、幸福周主题曲征集，主题画展等以“幸福”为主题的小型活动。

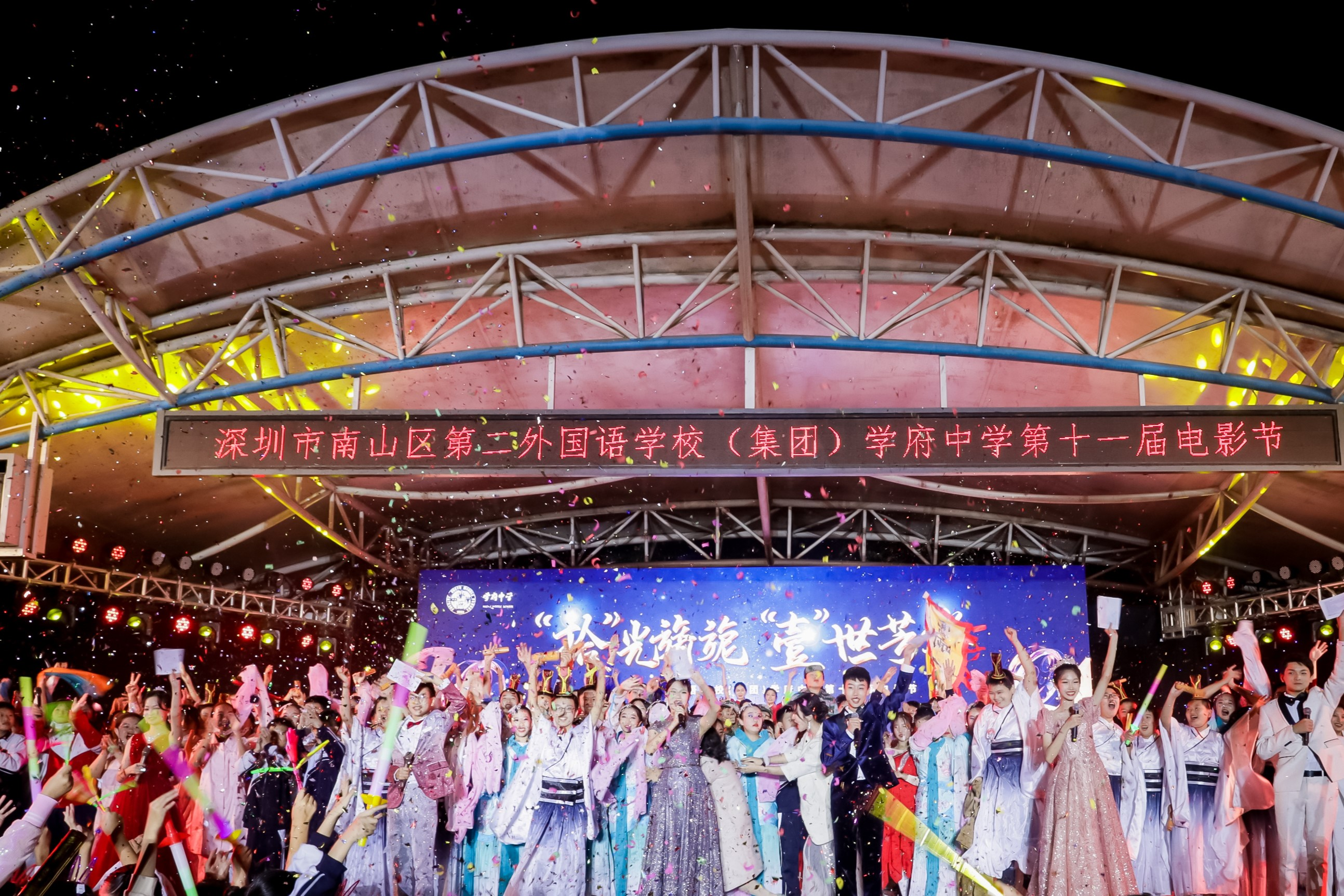
2021年学府中学第十一届电影节闭幕式
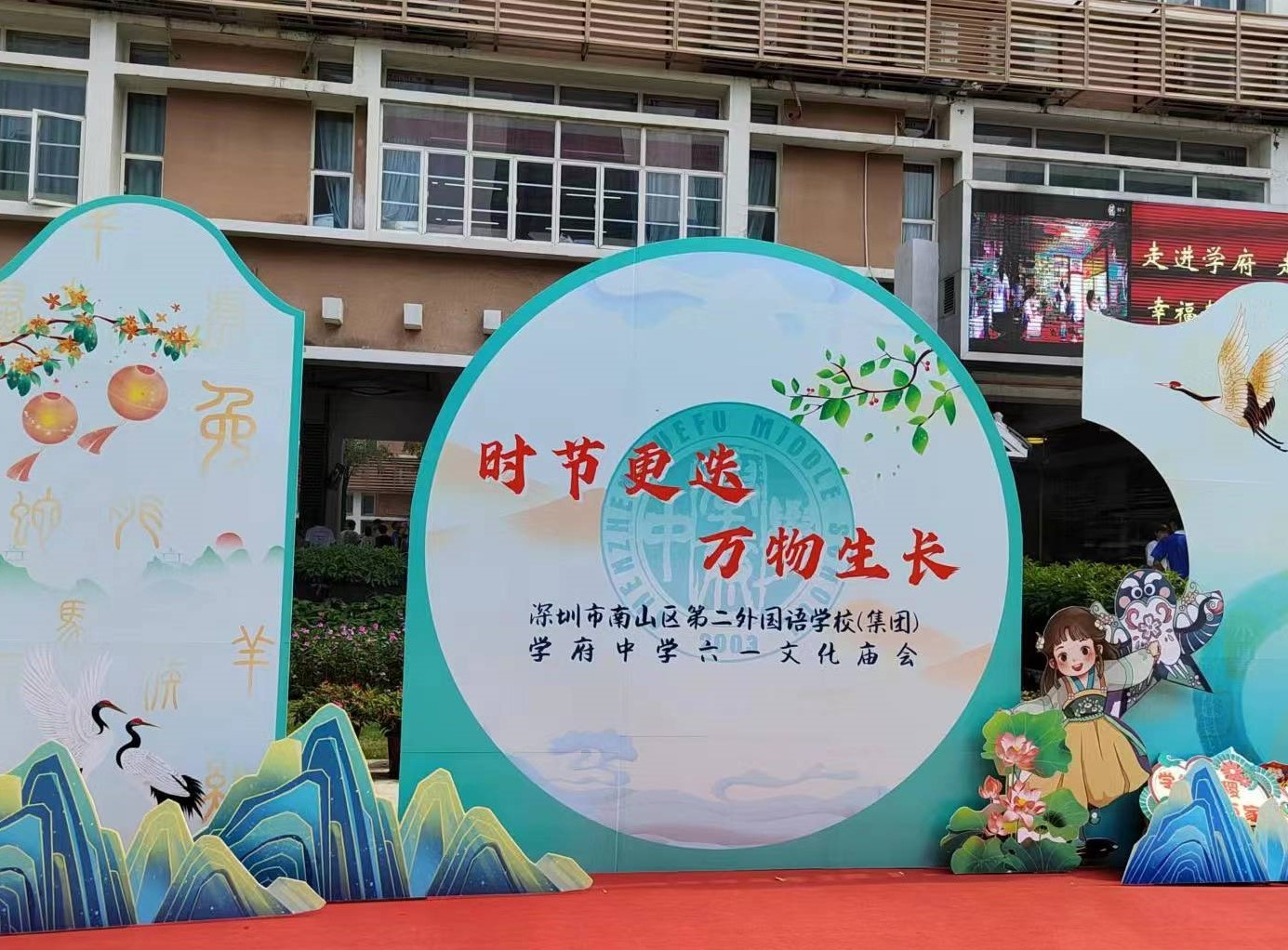
2023年学府中学六一庙会时校门的装饰
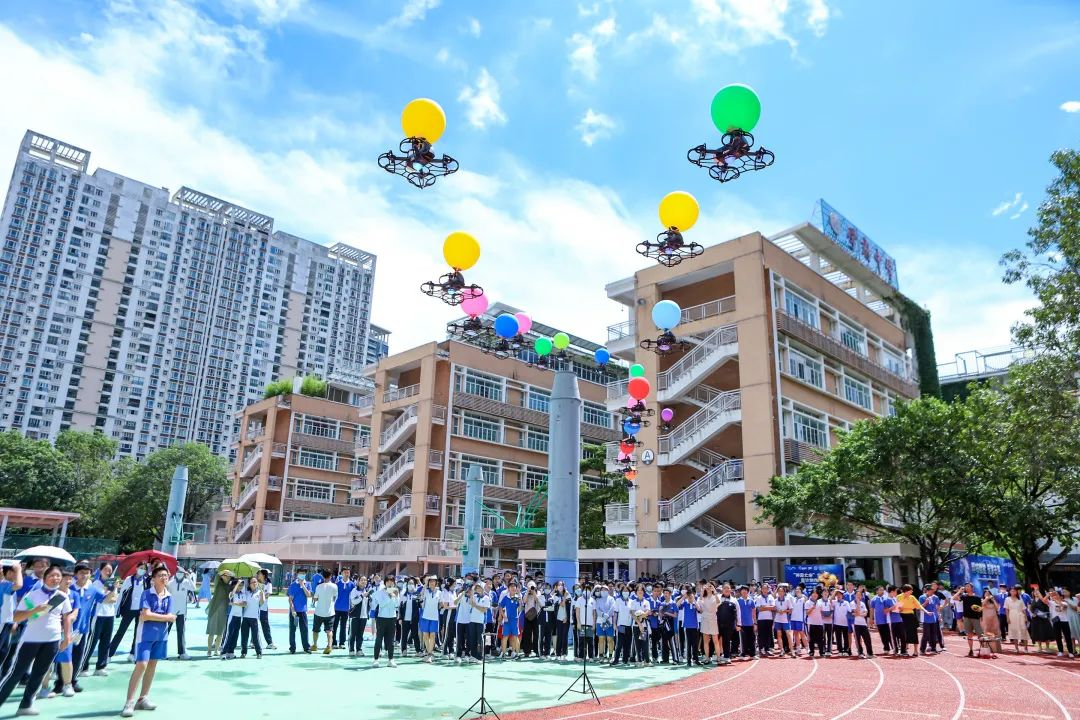
2023年学府中学第六届科创节开幕式
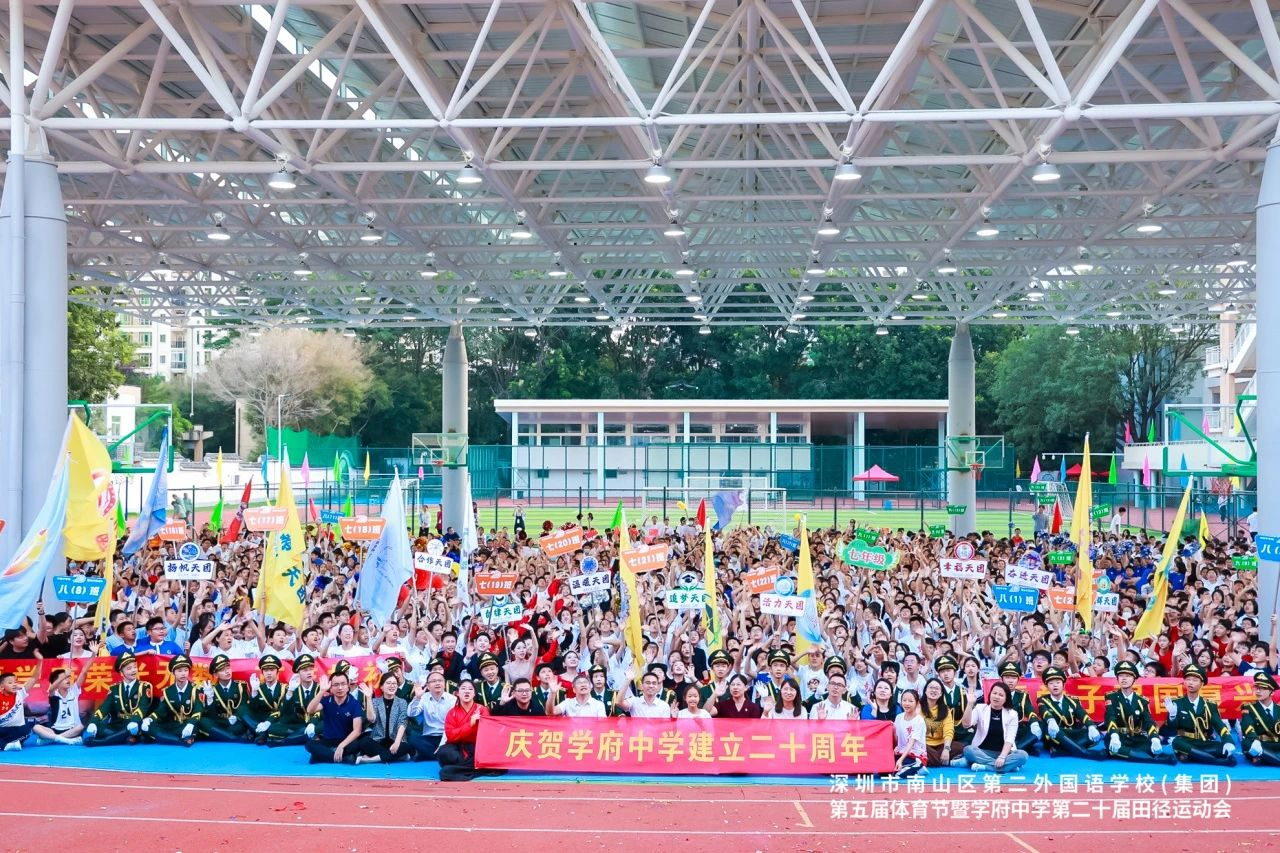
2023年学府中学第二十届运动会开幕式
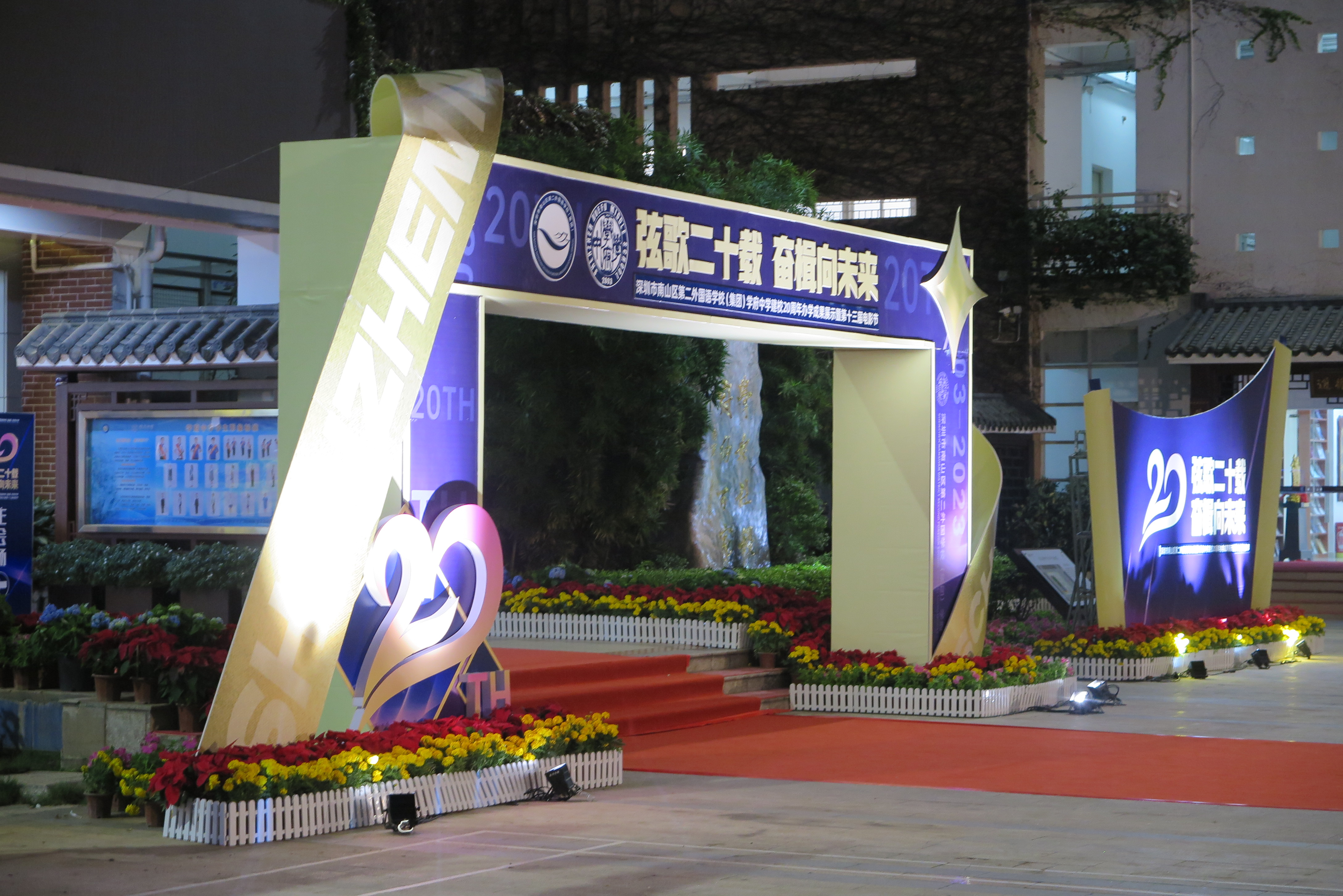
2023年学府中学第十三届电影节会场的装饰

## 校园文化

### 校训

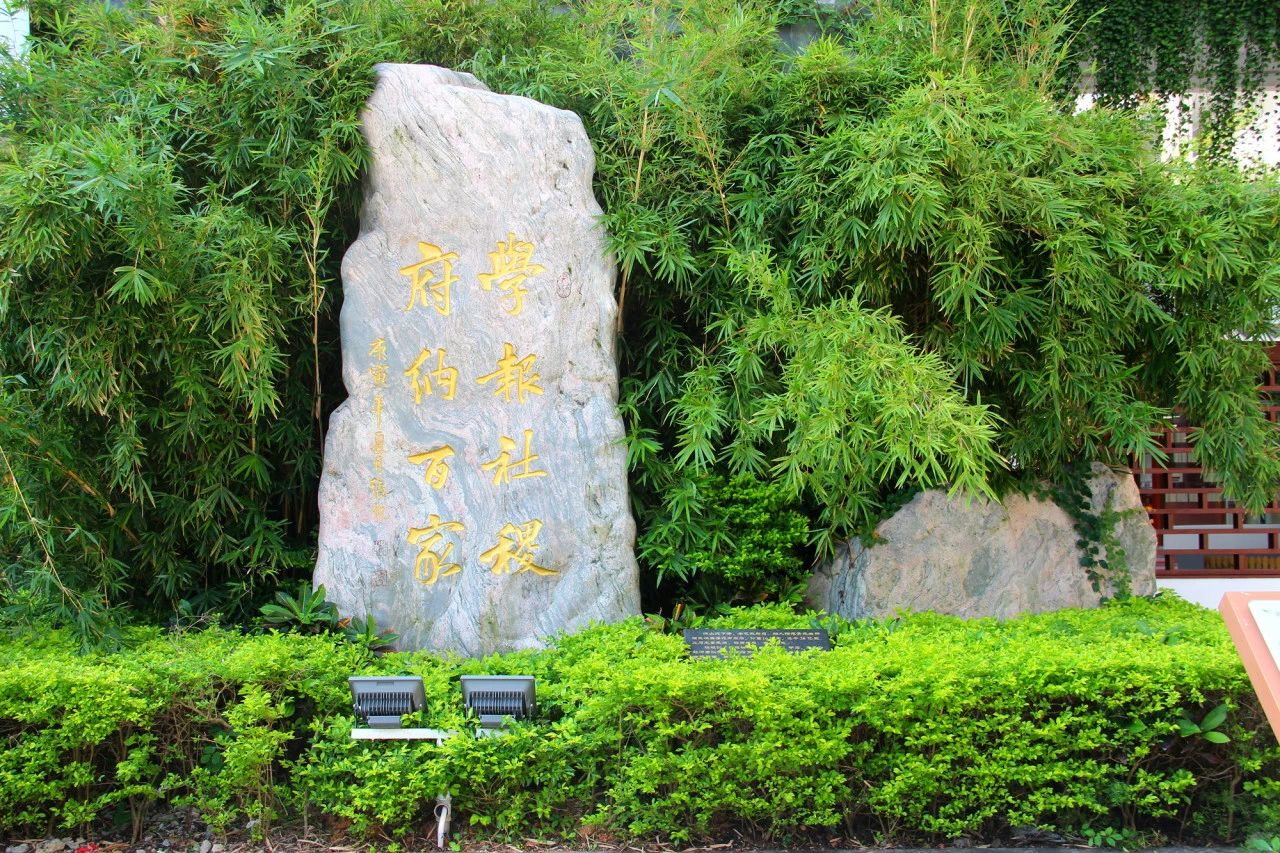
校训石，刻着“学报社稷，府纳百家”

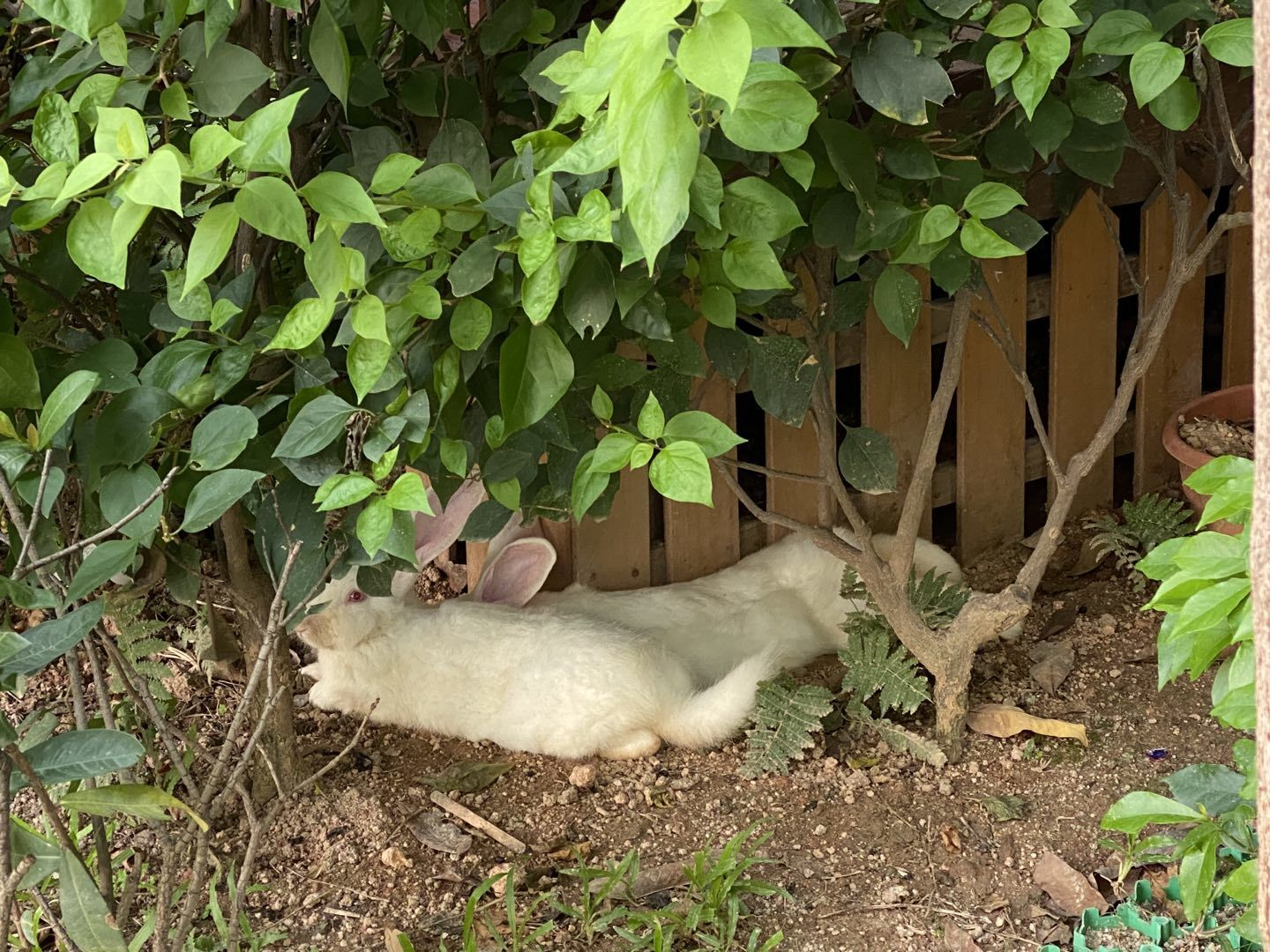
校园里的兔子

学府中学校训为学报社稷，府纳百家。学报社稷强调学生应以全面发展回报父母并报效祖国，府纳百家则强调学生包容接纳的学习心态和海纳百家成一家的志向。

### 幸福教育
陈铁成任校长后，在学府中学推行自己“全人生幸福”的教育观，主张减轻学生学业压力，并开创多项特色活动，实施“天赋（Talent）课程”，即学生入学前填报感兴趣的特色课程，分班时每个班级由两个不同的特色课程组成，学生每周需参加对应的特色课。“幸福教育”得到较多学生的认可，亦成为学府中学的名片和办学特色。
田亿欣接任校长后，以“幸福都是奋斗出来的”为口号，和原先“幸福教育”和“天赋课程”的模式有所不同。并取消特色课程分班，更为平行分班，同时将特色课程更名为社团。

### 校园动物
为鼓励学生亲近大自然，学府中学在校园里散养了柯尔鸭、家兔、孔雀、锦鲤、鹦鹉等小动物，其也成为学府的特色景观和校园文化之一。

## 历任校长和书记
截至2024年，学府中学共有校长4任，现任校长为王宏。自2017年学府中学并入深圳市南山区第二外国语学校集团后，学府中学党委书记更名为党总支部书记。自2023年8月广东省建立中小学校党组织领导的校长负责制后，学府中学党总支部书记、校长改为分别任命，不再由校长兼任党总支部书记。
| 校长                  | 党委书记              | 党总支部书记          |
| --------------------- | --------------------- | --------------------- |
| 2003年—2015年：钟莉   | 2003年—2015年：钟莉   | -                     |
| 2015年—2022年：陈铁成 | 2015年—2017年：陈铁成 | -                     |
| 2022年—2023年：田亿欣 | -                     | 2015年—2022年：陈铁成 |
| 2023年至今：王宏      | -                     | 2022年至今：田亿欣    |

## 杰出校友
- 2013届宋懿龄：中国攀岩运动员，多次获得女子攀岩世界冠军。[25][26]

## 交通
地铁站：  2号线  11号线 后海站。
途径主要公交线路：M109路、M209路、M467路、M474路、M519路、B615路。

## 图集

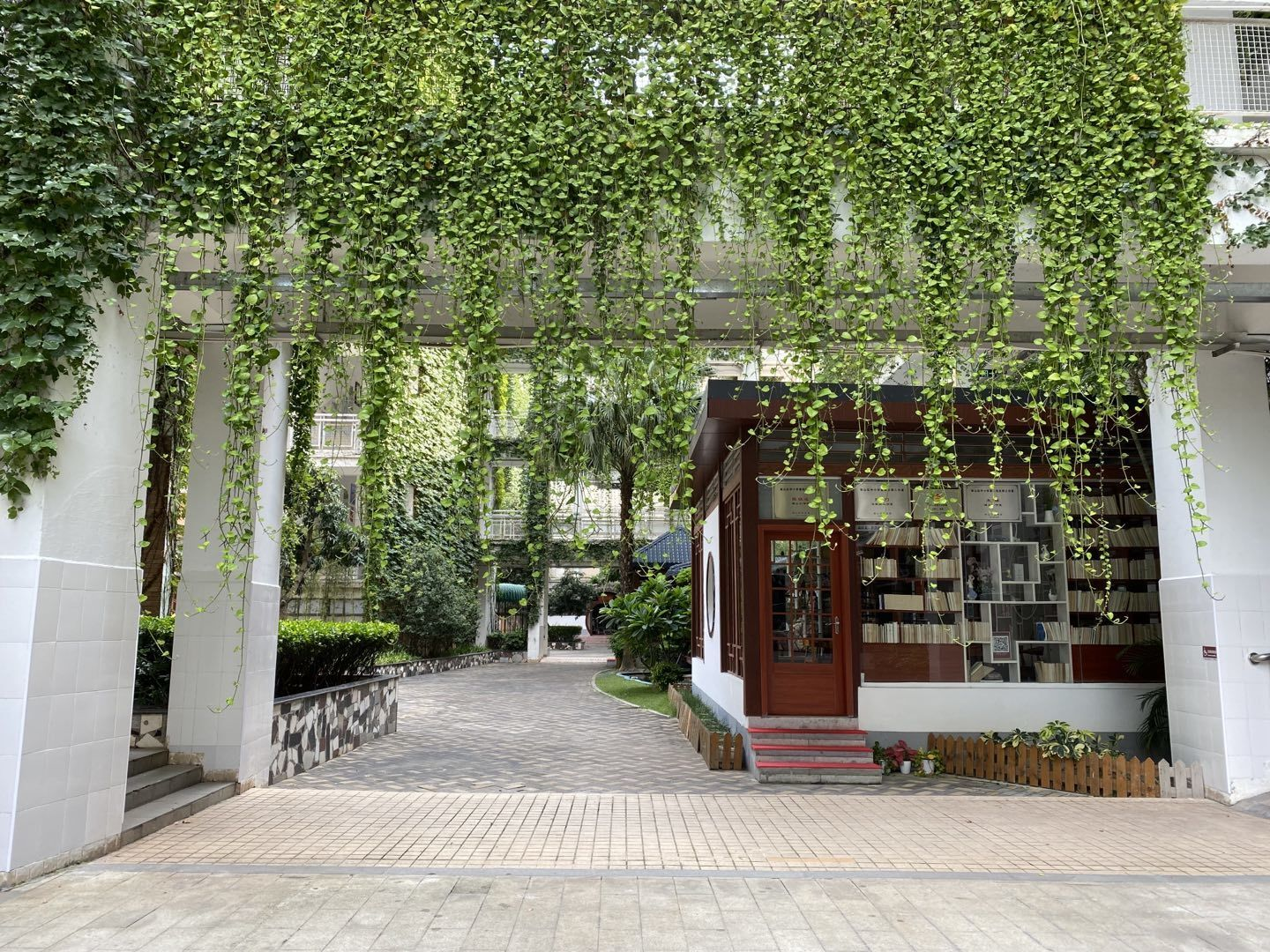
B栋楼底天井，前方是书苑悦·读吧和悠然亭
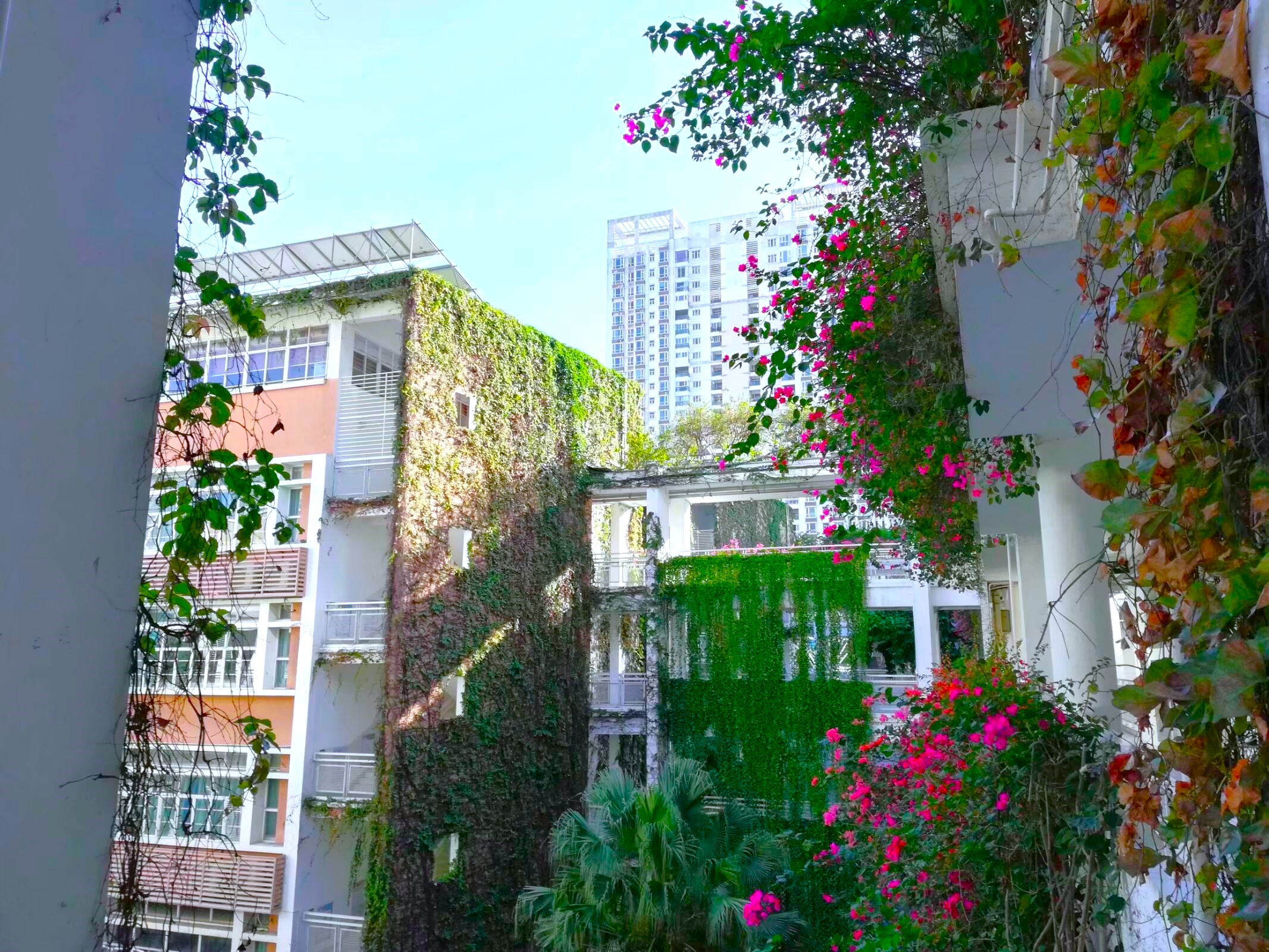
B栋教学楼及其所连接的廊桥
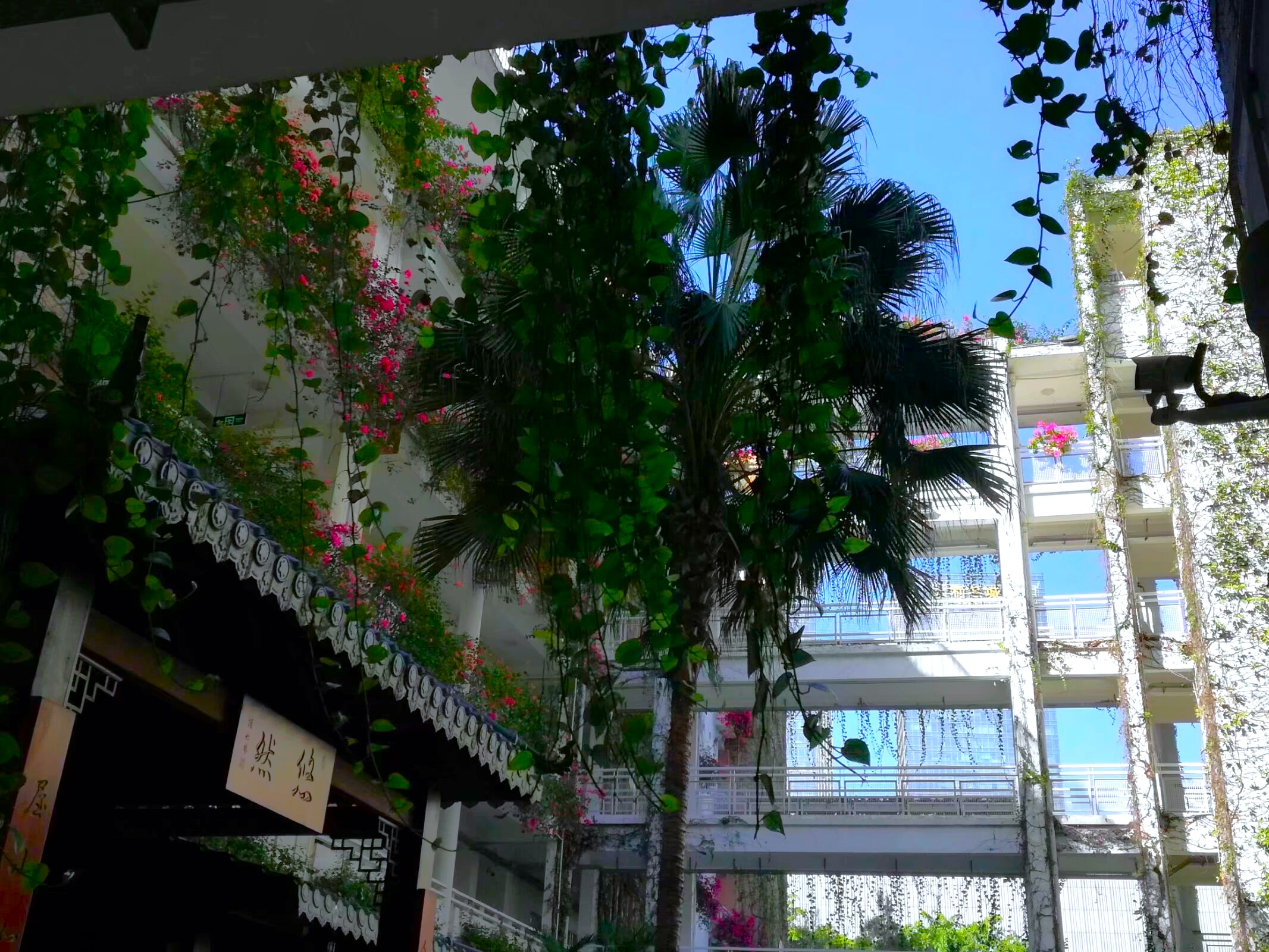
B栋楼底天井，左下角为悠然亭
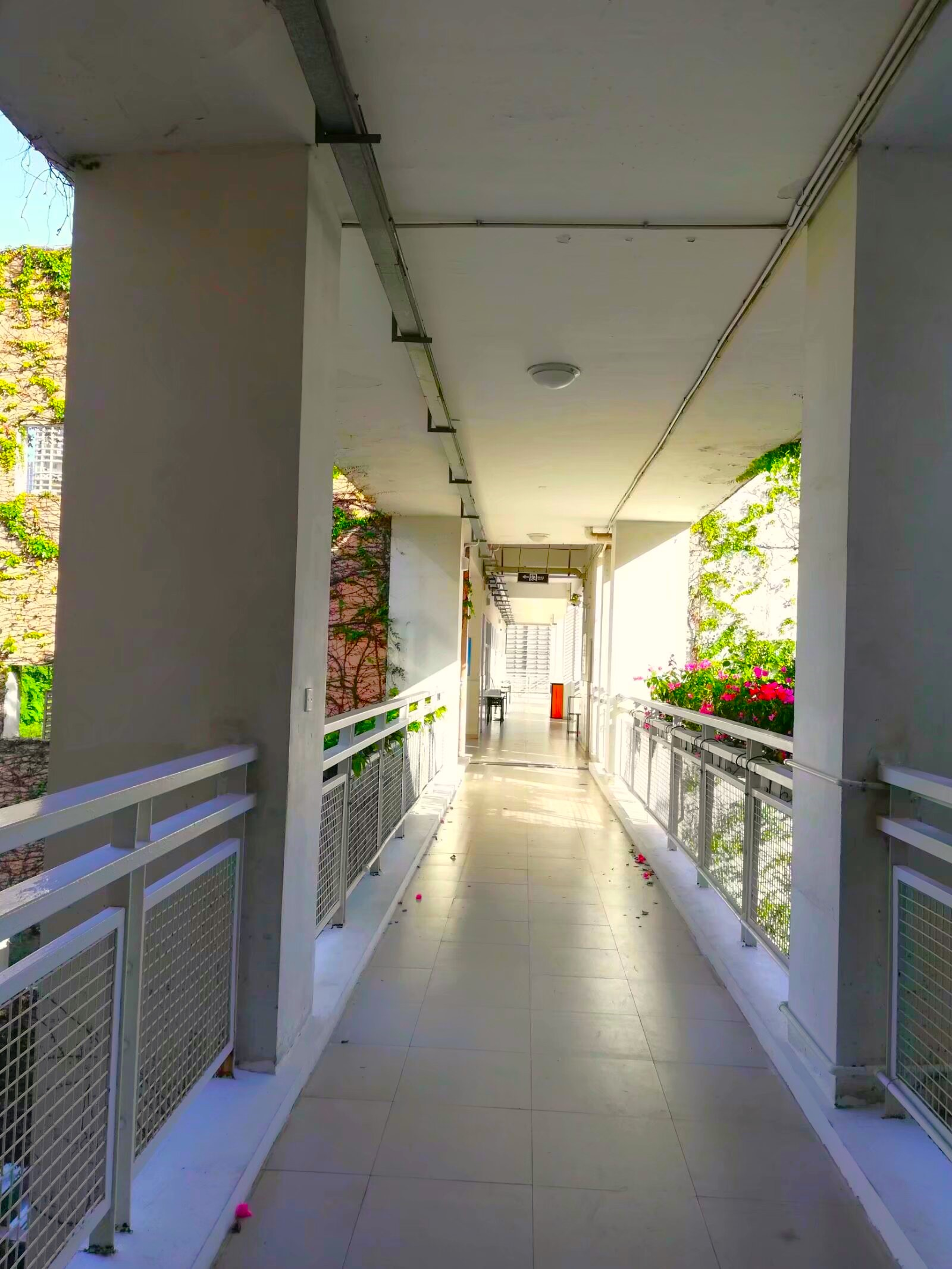
A栋教学楼的一处走廊
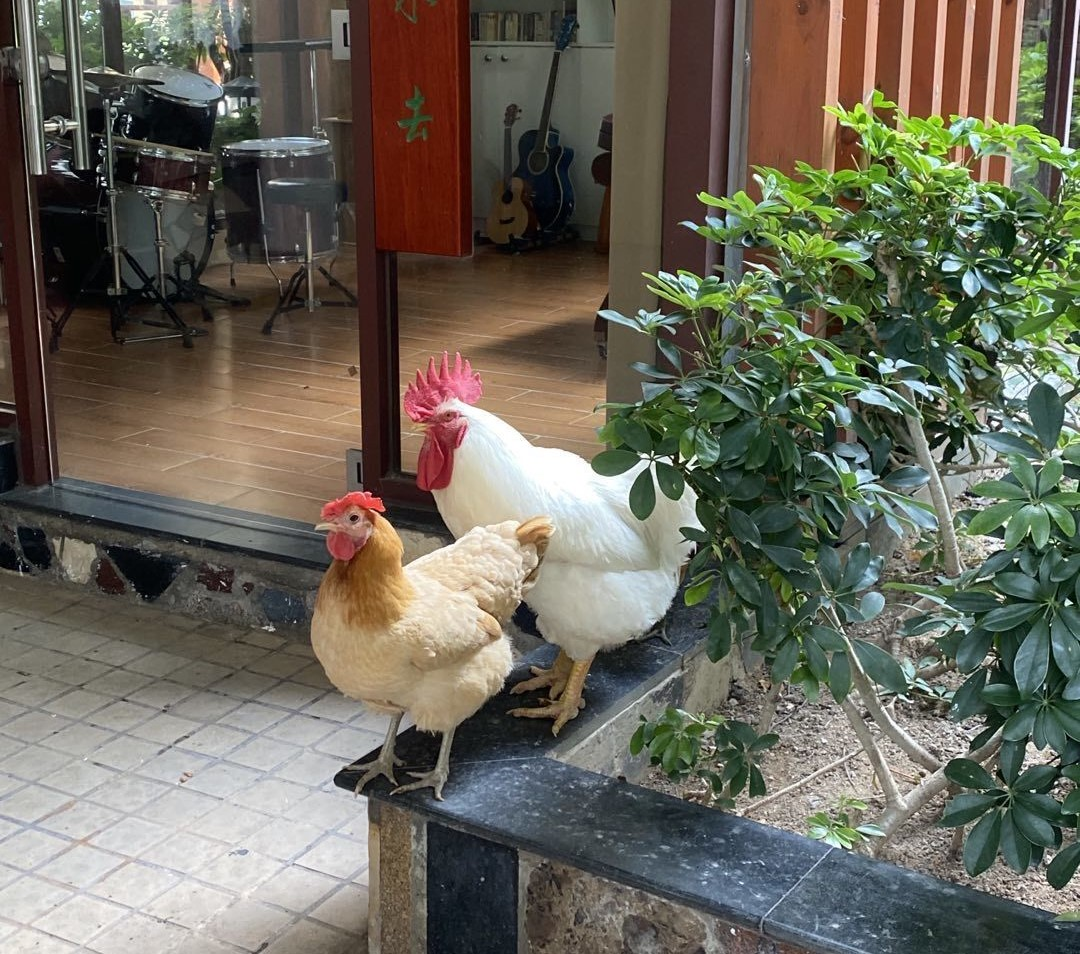
校园里散养的鸡
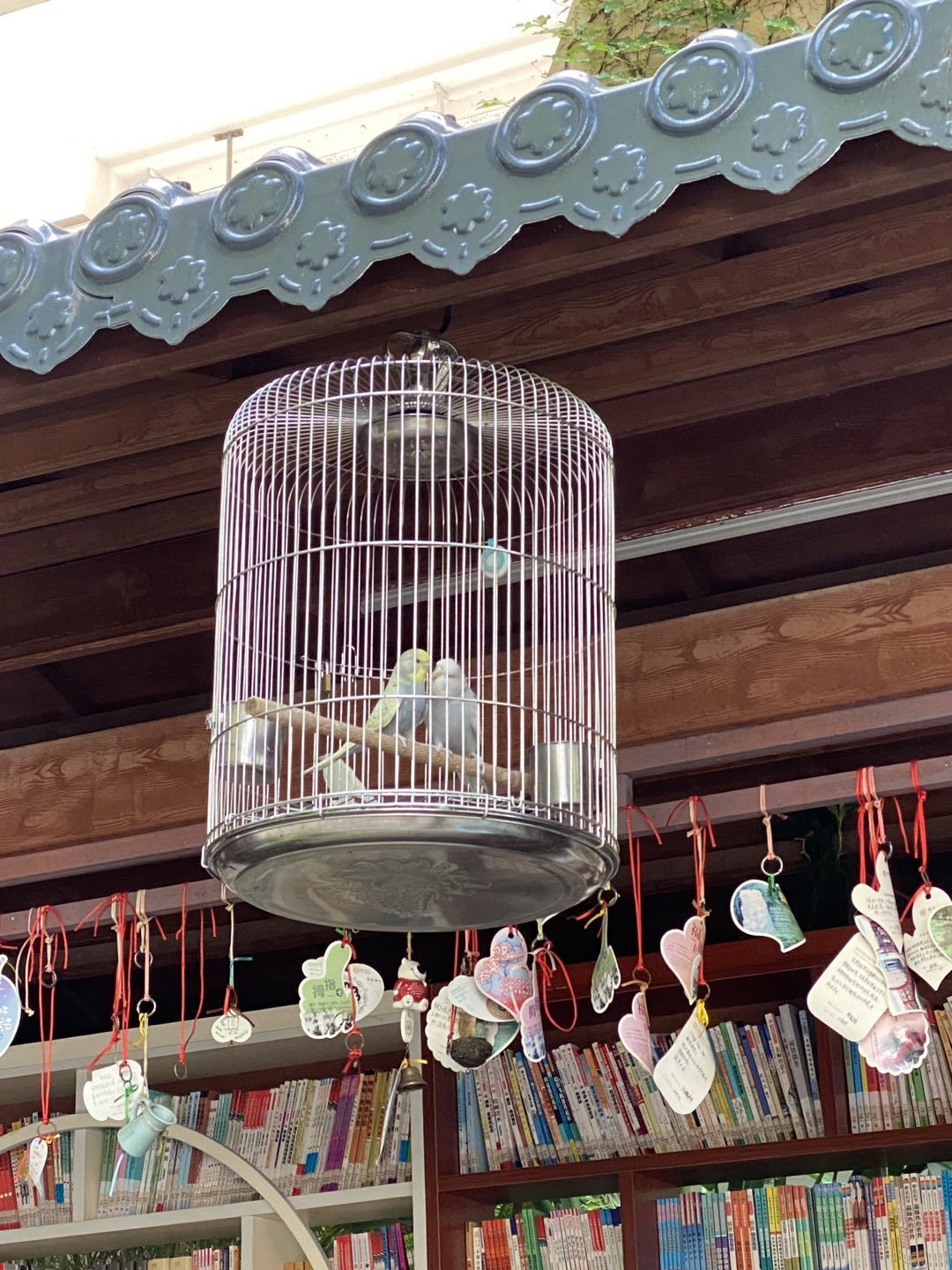
书廊屋檐下笼子里的鹦鹉